# Buthus ibericus
Buthus ibericus, o alacrà ibèric, és una espècie d'escorpí de la família Buthidae.

## Distribució
Es troba en la península ibèrica, tant a Espanya (Andalusia Occidental i Extremadura), com a Portugal (Alentejo i Algarve).

## Hàbitat
Habita en zones àrides i pedregoses. En general defuig les zones humides.

## Descripció i comportament
Fan uns 60-65 mm de longitud.
Té grans capacitats trepadores: se'l pot trobar per les parets i els sostres.
És normalment actiu en els mesos calorosos. S'oculta durant el dia sota pedres, fullaraca o en esquerdes. De nit surt a caçar i té una certa afinitat per la llum, probablement a causa dels insectes que allí pot trobar.

## Picada
La seva picada normalment no és mortal, encara que pot resultar perillosa en animals petits, nens, ancians i persones al·lèrgiques. El tractament per a la seva picada consisteix a aplicar un torniquet suau al més aviat possible i prendre antihistamínics, després de la qual cosa cal visitar al més aviat possible a un metge, que pot administrar un sèrum per evitar l'atròfia cel·lular de la zona afectada.